# 罗奈 (马恩省)
罗奈（法語：Rosnay，法語發音：[ʁonɛ]）是法国马恩省的一个市镇，属于兰斯区。

## 地理
罗奈（49°15'13"N, 3°51'39"E）面积5.54 平方千米，位于法国大東部大區马恩省，该省份为法国东北部内陆省份，北起阿登省，西北接埃纳省，西南接塞纳-马恩省，南至奥布省，东南接上马恩省，东临默兹省。
与罗奈接壤的市镇（或旧市镇、城区）包括：米宗、库尔塞勒-萨皮库尔、热尔米尼、格镇、让夫里、阿德尔河畔萨维尼、特雷隆。

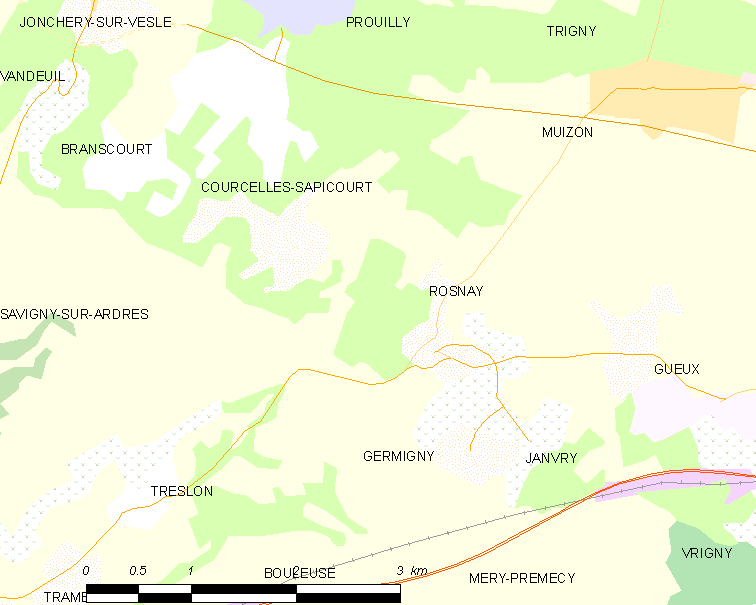
的OSM定位图

罗奈的时区为UTC+01:00、UTC+02:00（夏令时）。

## 行政
罗奈的邮政编码为51390，INSEE市镇编码为51468。

## 政治
罗奈所属的省级选区为菲姆-兰斯山县。

## 人口

1962-2008年间人口变化图示

罗奈于2022年1月1日时的人口数量为403人。